# Cruz de Piedra (Mendoza)
Cruz de Piedra es una localidad y distrito ubicado en el departamento Maipú de la provincia de Mendoza, Argentino. 
Se halla al sur de la ciudad de Maipú, en una zona semirrural compuesta por varios barrios dispersos alrededor de la Ruta Provincial 1 y la calle Pascanas.
Es una zona de fincas, viñedos, olivares y bodegas.

## Historia
El nombre devendría de una cruz que levantaron los primeros españoles en el lugar. El nombre designaba a la ciudad de Maipú hasta que esta tomó su nombre actual en 1858; el mismo a su vez provenía de una capilla erigida por los jesuitas, llamada Nuestra Señora de las Mercedes de la Cruz de Piedra.

## Parroquias de la Iglesia Católica
| Arquidiócesis | Mendoza                  |
| ------------- | ------------------------ |
| Parroquia     | Sagrado Corazón de Jesús |